# Yūki Matsushita (piłkarz)
Yūki Matsushita (jap. 松下裕樹 Matsushita Yūki; ur. 7 grudnia 1981) – japoński piłkarz występujący na pozycji pomocnika. Obecnie występuje w Thespakusatsu Gunma.

## Kariera klubowa
Od 2000 roku występował w klubach Sanfrecce Hiroszima, Avispa Fukuoka, Kawasaki Frontale, Thespakusatsu Gunma i Yokohama FC.